# 精華女子高等学校
精華女子高等学校（せいかじょしこうとうがっこう）は、福岡県福岡市博多区住吉四丁目に位置する私立高等学校。通称は「精華」。全日制の課程に、普通科および看護科・看護専攻科を設置している。

## 校風

### 制服
冬服
2003年度（平成15年）新入生よりそれまでの古風な黒色セーラー服から、現代的ブレザー風制服でありながらセーラー型の襟のついたデザインとなった。上半は紺色に銀色のライン入りのセーラーカラーがついた暗灰色のジャケットで、左胸にエンブレムが入る。下半は紺色のチェック入りプリーツスカート。中野裕通のデザインによる。
夏服・中間服
紺地に白色のライン入りの襟がついた白色セーラー服である。胸元に紺色のリボンが付く。下半は紺一色のスカート。夏服は半袖、中間服は長袖。
学生カバン
2017年度（平成29年）新入生より学生カバンも変更された。

## 沿革
- 1909年（明治42年）4月 - 福岡市西中洲に福岡高等裁縫研究所を創設
- 1925年（大正14年）11月 - 吉田裁縫女学校と改称
- 1928年（昭和3年）12月 - 福岡市住吉（現在地）に新築移転
- 1929年（昭和4年）4月 - 精華高等裁縫女学校と改称
- 1933年（昭和8年）3月 - 精華女学校と改称
- 1948年（昭和23年）4月 - 学制改革に伴い精華女子高等学校（家庭科）を設置
- 1951年（昭和26年）4月 - 普通科を設置
- 2004年（平成16年）4月 - 保育福祉コース新設
- 2005年（平成17年）4月 - 食物調理コース新設
- 2007年（平成19年）4月 - 製菓コース新設
- 2010年（平成22年）4月 - 看護科・看護専攻科新設

## 教育課程
いずれも全日制課程。
- 普通科
  - 特別進学コース
  - 進学コース
  - 普通（ドリカム）コース
  - 保育福祉コース
  - 食物調理コース
  - 製菓コース
- 看護科・看護専攻科

## 教育方針

### 校訓
「信仰無上 深慮勤勉 自主協同」を校訓に掲げている。

## 学校行事
- 4月 - 入学式、オリエンテーション
- 5月 - 宿泊研修、遠足、クラスマッチ、中間考査
- 6月 - 生徒総会、ラブアースクリーン
- 7月 - 期末考査、夏期補習
- 8月 - 夏期補習、体験入学
- 9月 - 修学旅行、遠足、体育祭（文化祭）
- 10月 -体験入学、中間考査
- 11月 - 創立記念日、体験入学
- 12月 - クラスマッチ、期末考査、芸術鑑賞
- 1月 - 専願入学試験
- 2月 - 前期・後期入学試験、おわかれ会、学年末考査
- 3月 - 卒業式、オーストラリアホームステイ

## 生徒会活動・部活動など
体育部（8クラブ）
- バスケットボール部★
- バドミントン部
- バレーボール部
- ソフトテニス部
- 卓球部
- ソフトボール部★
- 陸上競技部
- 剣道同好会(平成27年度発足)

文化部（16クラブ）
- 家庭部
- 華道部
- 吹奏楽部★
- 茶道部
- 情報技能部
- 演劇部
- 軽音楽部
- ESS
- 放送部
- 理科部
- 書道部
- 美術部
- 文芸部
- ボランティア部
- ダンス部
- 写真同好会

★は特技奨学生対象部
吹奏楽部が全国的に有名で、1978年に同校教師の藤重佳久が部員5名で創部。1990年、全日本吹奏楽コンクール全国大会に初出場し、1994年の同大会で金賞を初受賞して以来、2017年までに21回出場し金賞を12回受賞。全日本マーチングコンテストには、2018年大会まで20回出場し全ての回で金賞を受賞。さらにマーチングショーバンド世界大会で総合優勝を2回（1999年、2006年）果たすなどの実績がある。校外のホールにおける定期演奏会、サマーコンサート（いずれも有料）を開催しているほか、近隣の各種イベントでも年100回近くの演奏を行うことがあり、2010年には、上海国際博覧会パレードにも出演したほか、福岡ヤフオク!ドームにおける福岡ソフトバンクホークスの2012、2014、2015年公式戦開幕セレモニーや、2017年「鷹の祭典」試合前セレモニーなどにおいてパフォーマンスを披露した。2014年2月12日には同部が演奏する17曲を収録したCD「熱血!ブラバン少女」がSMEレコーズより発売された。そして、2015年3月2日に一般社団法人日本レコード協会より発表された第29回日本ゴールドディスク大賞のクラシック・アルバム・オブ・ザ・イヤー賞を獲得した。2017年3月に、このCDをモチーフとした舞台作品の『熱血!ブラバン少女。』が、博多座で上演。主演は博多華丸、作・演出はG2が努めた。
バスケットボール部も県内屈指の強豪であり、インターハイ・ウィンターカップに出場している。
ダンス部も全国大会常連校。『夏の日本高校ダンス部選手権』全国大会において、2015年に優勝している。

## 最寄り駅など
- JR・福岡市交通局 博多駅
- 西鉄天神大牟田線 薬院駅
- 福岡市地下鉄七隈線 渡辺通駅
- 西鉄バス 住吉バス停

## 出身著名人
卒業生
- 床嶋佳子 - 女優
- 中野早杜子 - モデル、ダンサー、タレント、高波文一（元プロ野球選手）夫人
- 吉冨桂子 - バドミントン選手、2004年アテネオリンピック日本代表（女子ダブルス）
- 岡山華織 - バスケットボール選手
- 金原沙織 - バスケットボール選手
- 金原彩姫 - バスケットボール選手
- 津野彩華 - バスケットボール選手
- 林咲希 - バスケットボール選手
- 瀬山楓 - バスケットボール選手
- 日髙ひかる - バスケットボール選手

中退
- YUI - シンガーソングライター